# Digitalni kompaktni fotoaparat
Digitalni kompaktni fotoaparat je najenostavnejši in najbolj razširjen tip fotoaparata.
Kompaktni fotoaparati tipa »nameri in sproži«, ki so bili do nedavnega na trgu prekladajoči, nimajo prikazovalnika LCD, pri fotografiranju z njimi vidimo prizor skozi od objektiva ločeno iskalo, ker je velika slabost teh kamer. Skozi ločeno iskalo nikoli ne vidimo točno tistega, kar bo potem na sliki. Napaka, imenovana paralaksa, nastane zaradi razmika med iskalom in objektivom. Z nižanjem cen in napredkom tehnologije danes fotoaparate tipa »nameri in sproži« izrivajo naprednejši aparati iz srednjega cenovnega razred, z zaslonom LCD ki služi kot iskalo in pregledovalnik slik.
Vsi kompaktni fotoaparati imajo fiksen objektiv, ki ga ni mogoče sneti z aparata in zamenjati z drugim. To je za zahtevne fotografe velika ovira, amaterjem pa prihrani odstranjevanje nadležnega prahu na svetlobnem tipalu.

## Lastnosti
Boljša konstrukcija in boljše leče omogočajo več ustvarjalnih možnosti kot fotoaparati iz mobilnikov. Zaradi velike ločljivosti (okoli 5 MPX) lahko dosežemo tudi zelo dobre odtise na papirju formata A3. Te kamere imajo po navadi tudi uporaben objektiv zum. Večina ponuja možnosti, kot so snemanje filmčkov z zvokom, izdelovanje panoramskih posnetkov, časovno nastavljiv sprožilec in različni načini fotografiranja.
Prednastavljene možnosti določajo značilno odprtost zaslonke in hitrost zaklopa, regulacijo barv in osvetlitve z bliskavico. 
Posnetki se shranjujejo v izmenljive pomnilniške kartice.
Zaslon LCD, v povprečni velikosti 7 cm, lahko uporabljamo namesto ločenega optičnega iskala iz za pregledovanje slik. Ogledujemo si jih lahko na različne načine; kot skupino malih sličic ali jih predvajamo čez cel zaslon. Posnetke lahko minimalno tudi obdelamo, jim odstranimo rdeče oči, popravimo kontrast ali jih preprosto zbrišemo.
Poleg shranjevanja posnetkov v stisnjene datoteke JPEG te kamere omogočajo popravke osvetlitve, kontrasta, nastavitve beline in digitalno ostrenje. Boljše kamere lahko shranjujejo tudi v nestisnjeni format TIFF ali surovi RAW. 
Večino slik izostrimo s pritiskom sprožilnega gumba do polovice, fotoaparat pa sam prepozna motiv v ospredju in ga izostri. Večina fotoaparatov ima, sicer skromne, možnosti za ostrenje v točno določenih točkah če hočemo izostriti dele fotografije v drugih območjih.